# F1 Academy
De F1 Academy is een autosportkampioenschap in het formuleracing waar enkel vrouwen aan mee mogen doen. Het kampioenschap is opgericht door de organisatie van de Formule 1.

## Geschiedenis
In november 2022 kondigde de organisatie van de Formule 1 de nieuwe F1 Academy aan. De klasse is opgericht zodat jonge vrouwelijke coureurs zichzelf kunnen ontwikkelen en zich voor te bereiden op deelname aan hogere raceklasses. Het is bedoeld om de overstap van het karting naar het formuleracing voor hen te vereenvoudigen. Deze aankondiging kwam een maand nadat de W Series, een andere raceklasse voor vrouwen, de resterende races van het seizoen moest schrappen vanwege geldproblemen.
In de eerste twee seizoenen namen vijf deel aan de klasse, die ook in de Formule 2 en Formule 3 rijden: ART Grand Prix, Campos Racing, MP Motorsport, Prema Racing en Rodin Motorsport. Elk team zette drie coureurs in. In 2024 werd bij vrijwel iedere race een wildcardcoureur uitgenodigd die een raceweekend mee mocht rijden om lokaal talent een kans te kunnen geven; deze auto werd gerund door Prema. Vanaf 2025 wordt het startveld uitgebreid met Hitech Grand Prix, dat met twee vaste coureurs en de ieder raceweekend wisselende wildcardcoureur meedoet.

## Format
Het kampioenschap bestond in het eerste seizoen uit zeven raceweekenden met elk drie races, zodat er in totaal 21 races worden gehouden. Ook werden er vijftien extra testdagen gehouden. Een van de zeven raceweekenden werd in het voorprogramma van de Formule 1 gehouden. Vanaf het seizoen in 2024 worden alle raceweekenden in het voorprogamma van de Formule 1 gereden. Wel werd het aantal races teruggebracht van drie naar twee per weekend.

## Specificaties
De F1 Academy rijdt met de Tatuus F4-T421, het chassis dat sinds 2022 wereldwijd in een groot aantal Formule 4-kampioenschappen wordt gebruikt. De motor wordt geleverd door Autotecnica en levert 165 pk. De banden worden geleverd door Pirelli, dat ook de bandenleverancier van de Formule 1 is. Vanuit de organisatie van de Formule 1 krijgt iedere auto een budget van €150.000 en de coureurs brengen zelf de rest van de kosten mee.

## Kampioenen
| Jaar | Kampioen     | Tweede      | Derde            |
| ---- | ------------ | ----------- | ---------------- |
| 2023 | Marta García | Léna Bühler | Hamda Al Qubaisi |
| 2024 | Abbi Pulling | Doriane Pin | Maya Weug        |